# NGC 1759
NGC 1759 (również PGC 16547) – galaktyka eliptyczna (E), znajdująca się w gwiazdozbiorze Rylca. Odkrył ją John Herschel 28 listopada 1837 roku.